# ميجان جونز
ميجان جونز (بالإنجليزية: Megan Jones)‏ هي متسابقة الحدث وفارسة أسترالية، ولدت في 6 نوفمبر 1976 في أديلايد في أستراليا.

## وصلات خارجية
- ميجان جونز على موقع الاتحاد الدولي للفروسية (الإنجليزية)
- ميجان جونز على موقع FEI (رابط بديل) (الإنجليزية)
- ميجان جونز على موقع اللجنة الأولمبية الدولية (الإنجليزية)
- ميجان جونز على موقع أوليمبيديا (الإنجليزية)
- ميجان جونز على موقع اللجنة الأولمبية الأسترالية (الإنجليزية)